# ビリティス
『ビリティス』（Bilitis）は、1977年制作のデイヴィッド・ハミルトン監督によるフランスの映画。女性同士の同性愛をモチーフにしている。ビデオ題は『柔らかい肌/禁じられた幼性』。

## キャスト
| 役名        | 俳優                   | 日本語吹替                                            |
| 役名        | 俳優                   | 東京12ch版                                            |
| ----------- | ---------------------- | ----------------------------------------------------- |
| ビリティス  | パティ・ダーバンヴィル | 山本嘉子                                              |
| メリッサ    | モナ・クリステンセン   | 池田昌子                                              |
| リュカ      | ベルナール・ジロドー   | 池田秀一                                              |
| ニキアス    | マチュー・カリエール   | 曾我部和行                                            |
| ピエール    | ジル・コーレル         | 仲村秀生                                              |
| 不明 その他 |                        | 加川三起 小山茉美 峰あつ子 山田礼子 広瀬正志 平田京子 |
|             |                        |                                                       |
| 演出        |                        |                                                       |
| 翻訳        |                        |                                                       |
| 効果        |                        |                                                       |
| 調整        |                        |                                                       |
| 制作        | 制作                   | ニュージャパンフィルム                                |
| 解説        | 解説                   | 深沢哲也                                              |
| 初回放送    | 初回放送               | 1979年8月23日 『木曜洋画劇場』                        |

## 補足
- サントラ： 『ビリティス』 （CD、定価 2,520円（税込）、1999年6月23日）